# Abu Dhabi Tour
Abu Dhabi Tour var et etapecykelløb for mænd i de Forenede Arabiske Emirater. Løbet var en del af UCI World Tour. Løbet fandt sted i oktober og blev arrangeret af RCS Sport, der også organiserer Giro d'Italia.
Fra 2017 indgik det i UCI World Tour-kalenderen. Tidligere var løbet en del af UCI Asia Tour og var kategoriseret af UCI som et 2.HC-løb.
I 2019 fusionerede Abu Dhabi Tour med Dubai Tour, for at blive til UAE Tour.

## Vindere
| År   | Vinder             | Toer            | Treer              |
| ---- | ------------------ | --------------- | ------------------ |
| 2015 | Esteban Chaves     | Fabio Aru       | Wout Poels         |
| 2016 | Tanel Kangert      | Nicolas Roche   | Diego Ulissi       |
| 2017 | Rui Costa          | Ilnur Sakarin   | Tom Dumoulin       |
| 2018 | Alejandro Valverde | Wilco Kelderman | Miguel Ángel López |